# Lepus (állatnem)
A Lepus az emlősök (Mammalia) osztályának a nyúlalakúak (Lagomorpha) rendjébe, ezen belül a nyúlfélék (Leporidae) családjának egyik neme.

## Rendszerezés
A nembe az alábbi alnemek és 32 faj tartozik:
- Eulagos alnem, 10 faj
  - spanyol mezei nyúl (Lepus castroviejoi)
  - jünnani nyúl (Lepus comus)
  - koreai nyúl (Lepus coreanus)
  - korzikai mezei nyúl (Lepus corsicanus)
  - mezei nyúl (Lepus europaeus)
  - ibériai mezei nyúl (Lepus granatensis)
  - mandzsu nyúl (Lepus mandshuricus)
  - gyapjas nyúl (Lepus oiostolus)
  - etióp hegyinyúl (Lepus starcki)
  - prérinyúl (Lepus townsendii)
- Indolagus alnem, 3 faj
  - hajnani nyúl (Lepus hainanus)
  - indiai nyúl (Lepus nigricollis)
  - burmai nyúl (Lepus peguensis)
- Lepus alnem, 3 faj
  - sarki nyúl (Lepus arcticus)
  - tundranyúl (Lepus othus)
  - havasi nyúl (Lepus timidus)
- Macrotolagus alnem, 1 faj
  - Allen-szamárnyúl (Lepus alleni)
- Poecilolagus alnem, 1 faj
  - hócipős nyúl (Lepus americanus)
- Proeulagus alnem, 8 faj
  - kaliforniai szamárnyúl (Lepus californicus)
  - fehérfarkú nyúl (Lepus callotis)
  - fokföldi nyúl (Lepus capensis)
  - Tehuantepec-nyúl (Lepus flavigularis)
  - Espirito Santo-szigeti nyúl (Lepus insularis)
  - bozóti nyúl (Lepus saxatilis)
  - tibeti nyúl (Lepus tibetanus)
  - sivatagi nyúl (Lepus tolai)
- Sabanalagus alnem, 2 faj
  - etióp nyúl (Lepus fagani)
  - szavannanyúl (Lepus microtis) - szinonimája: Lepus victoriae
- Sinolagus, 1 faj
  - kínai nyúl (Lepus sinensis)
- Tarimolagus, 1 faj
  - yarkandi nyúl (Lepus yarkandensis)

- Bizonytalan helyzetűek (a Lepus nemen belül, határozatlan alnembe helyezett fajok), 2 faj:
  - japán nyúl (Lepus brachyurus)
  - Lepus habessinicus